# Mandiraja
Mandiraja là một thành phố của Indonesia. Thành phố nằm trên đảo Java thành phố thuộc tính Trung Java thành phố là huyện lỵ huyện Banjarnegara diện tích là 52.61 km2, dân số năm 2010 là 63.679 người.  

## Từ Nguyên
-

## Địa lý
-

## Hành chính
-

## Lịch sử
-

## Nhân Khẩu
-